# 10902 Hebeishida
10902 Hebeishida este o planetă minoră (asteroid), cu un diametru de 5,213 km, din centura de asteroizi. A fost descoperită pe 25 noiembrie 1997 la  de . 
Obiectul prezintă o orbită caracterizată de o semiaxă mare de 2,3149016 UAi, o excentricitate de 0,09, o înclinație de 9,30964 ° în raport cu ecliptica.